# ایرینا مویساوا
ایرینا مویساوا (روسی: Ирина Валентиновна Моисеева؛ زادهٔ ۳ ژوئیهٔ ۱۹۵۵) از برندگان مدال‌های بازی‌های المپیک زمستانی رقصنده روی یخ اهل اتحاد جماهیر شوروی سوسیالیستی است.
مویساوا و میننکوف در سال 1977 ازدواج کردند و در سال 1983 صاحب یک دختر شدند. در سال 1989، وی از موسسه دولتی رادیو تکنیک، الکترونیک و اتوماسیون مسکو فارغ التحصیل شد و در سال 1993 شرکتی به نام Kholod را تأسیس کرد